# Centrale solaire de Solnova
La centrale solaire de Solnova est une centrale solaire thermodynamique de grande puissance composée de cinq unités distinctes de 50 MW chacune. L'installation est située sur la plateforme solaire, à Sanlúcar la Mayor, en Espagne, dans la même région où se trouve la centrale solaire PS20. Avec la mise en service de la troisième tranche de 50 MW, le Solnova-IV en août 2010, la centrale était jusqu'en 2013 la plus grande centrale solaire thermodynamique au monde.

## Présentation
Solnova-I, Solnova-III, et Solnova-IV  ont été mises en service à la mi-2010 et ont toutes une puissance nominale de 50 MWe. Les cinq unités sont construites, détenues et exploitées par Abengoa Solar, une  société espagnole d'énergie solaire.
Les cinq unités électriques, les trois en service et les deux en cours de développement, utilisent des miroirs cylindro-paraboliques pour concentrer l'énergie solaire. Les trois unités en service sont également équipées pour utiliser du gaz naturel comme source secondaire de combustible pour la production d'électricité.

### Sources
- (en) Cet article est partiellement ou en totalité issu de l’article de Wikipédia en anglais intitulé « Solnova Solar Power Station » (voir la liste des auteurs).